# Панталоне
Панталоне (на италиански: Pantalone; на френски: Pantalon) е персонаж от италианската комедия дел арте. Представител е на северния (или венецианския) квартет от маски, наред с Арлекино, Бригела и Доторе. Неговият праобраз може да се срещне още в древната комедия в Гърция и Рим.
Произходът на името му е неясен. Поначало името означава „стар глупак“ или „изкуфял старец“. Според една теория, то идва от св. Пантелеймон (популярен светец във Венеция). Друга теория гласи, че името произлиза от венецианските търговци, които били наричани „пианталеони“.
Панталоне е венецианец с типичен за този район диалект. Той е богат старец, който се занимава с покупко-продажби. Костюмът му се състои от тесни червени панталони и жилетка в същия цвят. Носи и червена шапка, дълъг черен плащ и жълти домашни пантофи. Има бели мустаци и брада и дълъг орлов нос. Маската му е червена както костюма и покрива половината от лицето му.
Той е похотлив, безнравствен, хилав, непрекъснато киха, кашля, куца и се оплаква. Говори с пронизителен старчески глас. Смята се, че персонажът и маската на Панталоне са създадени през XVI в.